# Big Calm
A Big Calm a Morcheeba brit együttes 1998-ban megjelent második albuma. Ez az együttes egyik legnépszerűbb albuma. A lemezen 2 instrumentális szám is helyett kapott.

## Számok
1. „The Sea”
2. „Shoulder Holster”
3. „Part of the Process”
4. „Blindfold”
5. „Let Me See”
6. „Bullet Proof”
7. „Over and Over”
8. „Friction”
9. „Diggin' a Watery Grave”
10. „Fear and Love”
11. „Big Calm”
12. „The Music That We Hear” (bónusz szám)